# Климчук Валентин Васильович
Валентин Васильович Климчук — старший солдат Збройних Сил України, учасник російсько-української війни, що загинув під час російського вторгнення в Україну, Герой України з удостоєнням ордена «Золота Зірка» (2023, посмертно).

## Життєпис
На передову Валентин вирушив у 2014 році, щойно йому виповнилось 18. Тоді він якраз завершив навчання у вінницькому вищому художньому професійно-технічному училищі за спеціальністю «електрогазозварник» . У складі 59-ї омбр Валентин Климчук пройшов три ротації в районі бойових дій. Демобілізувався у 2017-му. Згодом працював на заводі, будівництві і за кордоном.
З початком повномасштабного російського вторгнення на територію України був мобілізований та перебував на передовій, обіймав військову посаду розвідника. Валентин Климчук у липні 2022 року під час штурму ворожих позицій у Миколаївській області особисто здійснив підрив двох ворожих бліндажів і захопив бойові документи противника. Коли закінчилися боєприпаси, він знайшов ворожий кулемет і прикрив відхід своєї розвідгрупи. Героїчно загинув від кулі снайпера 12 липня 2022 року біля села Любомирівка Миколаївської області. Служив кулеметником. Похований у рідному селі Стадниця, що у Вінницькій області 

## Нагорода
- звання «Герой України» з удостоєнням ордена «Золота Зірка» (8 липня 2023, посмертно) — за особисту мужність і героїзм, виявлені у захисті державного суверенітету та територіальної цілісності України, самовіддане служіння Українському народові[4].